# Municipio CH
Das Municipio CH ist eine Verwaltungseinheit innerhalb der uruguayischen Hauptstadt Montevideo.

## Lage und Zusammensetzung
Das Municipio CH erstreckt sich auf den zentralen, südöstlichen Teil des Departamentos Montevideo. Es besteht aus den Barrios Tres Cruces, La Blanqueada, Parque Batlle, Villa Dolores, Buceo, Pocitos und Punta Carretas.

## Verwaltung
Alcalde des Municipios CH ist im Jahr 2014 Luis Luján.